# Ezekiel C. Gathings
Ezekiel Candler Gathings (ur. 10 listopada 1903 w Prairie w hrabstwie Monroe, zm. 2 maja 1979 w West Memphis) – amerykański polityk, członek Partii Demokratycznej.

## Działalność polityczna
Od 1935 do 1939 zasiadał w Senacie Arkansas. W okresie od 3 stycznia 1939 do 3 stycznia 1969 przez piętnaście kadencji był przedstawicielem 1. okręgu wyborczego w stanie Arkansas w Izbie Reprezentantów Stanów Zjednoczonych.